# Plectrocnemia vigilatrix
Plectrocnemia vigilatrix är en nattsländeart som beskrevs av Navás 1933. Plectrocnemia vigilatrix ingår i släktet Plectrocnemia och familjen fångstnätnattsländor. Inga underarter finns listade i Catalogue of Life.